# No true Scotsman
No true Scotsman (oversat: "ingen sand skotte") er en betegnelse for en fejlagtig måde at argumentere på (en uformel fejlslutning), hvor en definition i et generaliserende udsagn tilpasses ad hoc for at imødegå et modeksempel. No true Scotsman blev første gang anvendt af den engelske filosof Antony Flew (1923-2010) i bogen Thinking About Thinking (1975).

## Eksempler
Et simpelt eksempel kunne være:
Påstand: "Ingen skotte strør sukker på sin havregrød."
Svar: "Men min onkel Angus strør sukker på sin havregrød."
Modsvar: "Nåh ja, men ingen sand skotte strør sukker på sin havregrød."
Andre eksempler på anvendelse af denne fejlslutning kunne være, når kristne beskylder andre kristne for ikke at være rigtige kristne, og indenfor den politiske verden sker det også, at man anklager hinanden for ikke at være en "sand" kommunist, liberalist eller lignende.